# Shiftphone

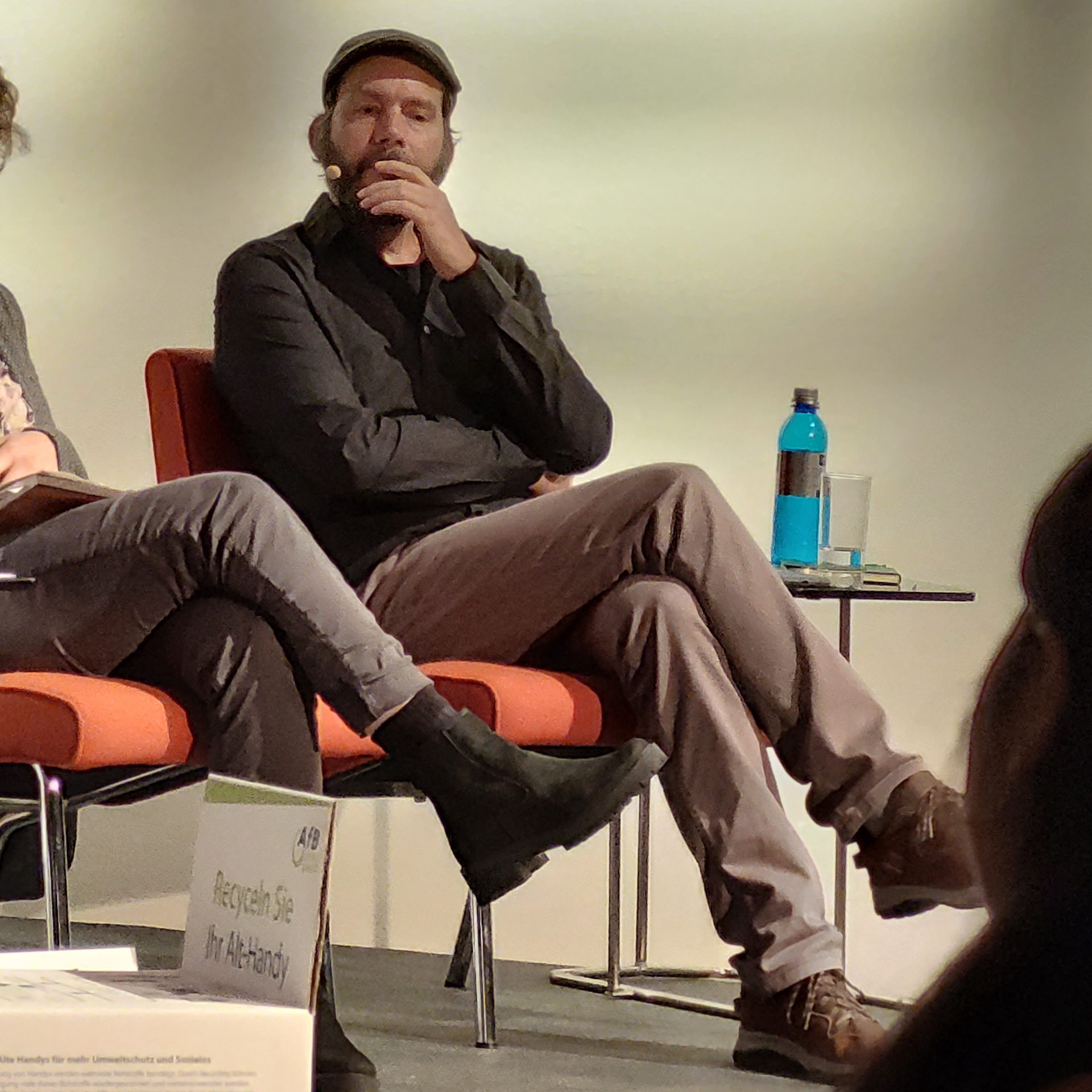
Fondateur Carsten Waldeck

Shiftphone (stylisé SHIFTphone) est une marque de smartphones modulaires et faciles à réparer créée par la société SHIFT en Allemagne.
L'entreprise, SHIFT GmbH, met l'accent sur le commerce équitable et l'écologie de façon similaire à Fairphone,. Au lieu de condensateurs au tantale (en) fabriqués à partir de coltan, des condensateurs en céramique sont utilisés pour leur fabrication. De 2014 à 2019, dix séries de modèles ont été commercialisées. La version la plus récente, en mai 2018, était la SHIFT6m (en). Les appareils suivants sont le SHIFT6mq et le SHIFTmu,,,,.

## Caractéristiques

### Noms de modèles
Les noms des modèles commencent par la chaîne "SHIFT" en majuscule.
Sauf pour le SHIFTmu, ceci est suivi de la longueur de la diagonale d'affichage arrondie en pouces. Après :
- le nom se termine - pour les modèles les plus anciens
- un point suit, à son tour suivi d'un nombre - certains modèles plus récents jusqu'en 2017 environ
- un m suit - c'est pour la nouvelle ligne modulaire

### Système d'exploitation
Le système d'exploitation est nommé SHIFT-OS ou ShiftOS.

## Modèles
| Nom          | année de sortie         |
| ------------ | ----------------------- |
| SHIFT4       | 2015                    |
| SHIFT4.2     | 2017                    |
| SHIFT5       | 2015                    |
| SHIFT5.1     | 2015                    |
| SHIFT5.2     | 2016                    |
| SHIFT5.3     | 2017                    |
| SHIFT5me     | 2019                    |
| SHIFT6m      | 2018                    |
| SHIFT6mq     | 2020                    |
| SHIFT7       | 2014                    |
| SHIFT7+      | 2016                    |
| SHIFTmu      | prévu pas avant 2021    |
| SHIFTphone 8 | précommande depuis 2024 |

## Histoire
SHIFT développe des smartphones depuis 2014. Au début, Carsten et son frère Samuel Waldeck réalise le projet SHIFT7 via la plateforme de financement participatif allemande Startnext. Les frères fondent Shift GmbH, une société à responsabilité limitée de droit allemand. D'autres Shiftphones sont lancés avec les séries de modèles SHIFT4 et SHIFT5 en 2015. Le projet devient une petite entreprise de 15 employés en Allemagne, qui a collaboré avec la société chinoise de coordination de la production « Vstar et Weihuaxin » à Shenzhen. Depuis 2018, l'entreprise emploie 10 personnes dans sa propre usine de fabrication à Hangzhou.

## Caractéristiques

### Durabilité
Les SHIFTphones sont construits de manière modulaire pour permettre au client de changer les pièces et de réparer l'appareil sans annuler la garantie. Des vidéos accompagnent l'utilisateur dans la réparation de son appareil, lui expliquant comment l'ouvrir et comment changer certains modules.

### Économie circulaire
Les clients ont la possibilité de mettre à niveau leur appareil vers un modèle différent.

### Soins aux travailleurs
Les employés postés en Chine ne travaillent pas plus de 50 heures par semaine, alors qu'il est courant que les gens travaillent jusqu'à 90. Par rapport au travailleur chinois moyen (en) dans les entreprises de production, le personnel bénéficie d'assurances.

## Critiques et controverses sur les minerais de conflit
En 2016, c't décrit le SHIFT5 comme un smartphone de catégorie bon marché. En outre, le journal fait valoir qu'il n'y avait aucune preuve que le coltan n'est pas utilisé dans les SHIFTphones et critique la transparence de SHIFT. SHIFT et d'autres sources secondaires affirment que le coltan n'est pas utilisé pour leur fabrication. Cependant, selon c't, la société partenaire de SHIFT « Vstar et Weihuaxin » n'a pas fourni d'informations sur le matériel sans conflit utilisé dans Shiftphone. Contrairement à Shiftphone, Fairphone fournit des rapports d'audit détaillés sur les fournisseurs de composants par l'intermédiaire d'une agence chinoise, et fournit également des informations détaillées sur les problèmes et les compromis dans la chaîne d'approvisionnement.
Le coltan est utilisé pour fabriquer des composants pour les téléphones portables et autres appareils électroniques. Une grande partie du minerai provient de l'industrie minière en République démocratique du Congo. "Une grande partie de l'exploitation minière a été réalisée dans de petites exploitations minières artisanales, parfois connues sous le nom d'exploitation minière d'orpaillage. Ces mines à petite échelle ne sont pas réglementées, avec des niveaux élevés de travail des enfants et d'accidents du travail". Quelque 50 000 enfants, dont certains n'ont que sept ans, travaillent dans les mines de coltan du Congo. Les travailleurs de RDC n'ont que peu ou pas de protection et travaillent souvent sous terre dans des puits construits par eux-mêmes.
Des rapports récents brossent un tableau clair : les articles de nombreux magazines ont pu capturer les déclarations de Carsten Waldeck et prouver leur crédibilité en conséquence.
Par exemple, golem.de a rendu compte en détail de l'entreprise et de ses efforts en matière de durabilité et d'équité en juin 2018.
Le magazine ProSieben Galileo a testé le nouveau smartphone SHIFT6m et a mis en lumière, sous forme d'enregistrements vidéo, les conditions de production de la manufacture interne située en Chine en juin 2018.
N-tv a décrit les efforts initiaux d'équité et de durabilité ainsi que l'histoire du Shiftphone, en septembre 2018.
En août 2018, le portail écologique Utopia.de n'a plus signalé de manque de transparence concernant le processus de fabrication de matériel chinois de Shift.
Dans le numéro 15/2018, le magazine informatique c't a montré une approche plus positive sur le sujet du fabricant allemand de smartphones SHIFT, bien que le rapport lui-même soit plutôt court par rapport à d'autres fournisseurs de matériel européens.